# Albert Villaret
Albert Heinrich Alexander Villaret (* 28. Februar 1847 in Emmerich; † 1911 in Eisenach) war ein deutscher Militärarzt.

## Leben
Albert Villaret studierte zunächst als Zögling des Friedrich-Wilhelm-Instituts und anschließend an der Universität Berlin Medizin. 1867 wurde er Mitglied des Corps Vandalia Berlin. 1870 wurde er zum Dr. med. promoviert. Nachdem er am Deutsch-Französischen Krieg als Feld-Assistenzarzt teilgenommen hatte, legte er das medizinische Staatsexamen ab und trat endgültig in den Militärdienst. 1901 war er in Frankfurt am Main Generaloberarzt der 21. Division. 1904 war er Korps-Generalarzt in Posen.
Villaret war seit 1883 ständiger Mitarbeiter der in Paris verlegten Semaine Médicale (bzw. Semana medica, bzw. Medical Week).
Er war der Herausgeber des Handwörterbuchs der gesamten Medizin (Stuttgart, Ferdinand Enke Verlag, 1. Auflage, 2 Bände, 1888, 1891).

## Auszeichnungen
1904 wurde Albert Villaret die Rote Kreuz-Medaille III. Klasse verliehen.

## Schriften
- Leitfaden für den Krankenträger in 100 Fragen und Antworten, 7. Auflage 1899
- Die bisherige Wirkung der antiseptischen Behandlung in der preußischen Armee, 1885
- Gesundheitsschädigende Einflüsse beim Gewerbebetriebe (Abschnitt I des Handbuchs der praktischen Gewerbehygiene von Albrecht)
- Exerzierknochen
- Bekleidung und Ausrüstung des Soldaten
- Heereskrankheiten (in Albert Eulenburgs Real-Encyclopädie der gesammten Heilkunde, 3. Auflage)
- als Herausgeber: Handwörterbuch der gesamten Medizin, in 2 Bänden. Stuttgart 1888, 1891 2. Aufl. ebenda 1899–1900.
  - Digitalisat der 1. Auflage: Band 1, 1888, Internet Archive, Band 2, 1891, Internet Archive
- Die hygienische Notwendigkeit einer durchgreifenden Fleischschau, 1899
- Die Arbeiterschutzbrillen, ihre Arten, Konstruktionen und ihre Verwendung, 1900 (zusammen mit Konrad Hoffmann)
- Ist die Blinddarmentzündung heute häufiger, als früher?, 1904
- Medizinisches Wörterbuch der deutschen und französischen Sprache, 1908, 2. Ausgabe (zusammen mit Paul Schober und Léon Lereboullet)
- Die wichtigen deutschen, österreichisch-ungarischen und schweizerischen Brunnen- und Badeorte nach ihren Heilanzeigen alphabetisch zusammengestellt, 1909
- Die Handgranate, 1909